# Mario Francesco Pompedda
Mario Francesco Pompedda (ur. 18 kwietnia 1929 w Ozieri, zm. 17 października 2006 w Rzymie) – włoski duchowny katolicki, wysoki urzędnik Kurii Rzymskiej, kardynał, prawnik.

## Życiorys
Studiował w seminariach w Sassari i Cuglieri, przyjął święcenia kapłańskie 23 grudnia 1951 w Rzymie. Kontynuował studia w Rzymie; obronił doktorat z teologii na Papieskim Uniwersytecie Gregoriańskim, licencjat z egzegezy Pisma Świętego uzyskał w Papieskim Instytucie Biblijnym; na Papieskim Uniwersytecie Laterańskim otrzymał tytuł doktora obojga praw, a w studium przy Trybunale Roty Rzymskiej tytuł prawnika rotale. Niezależnie od wieloletnich studiów uzupełniających przez 30 lat pracował jako duszpasterz w rzymskiej parafii Nostra Signora di Guadalupe a Monte Mario. Z ramienia władz kościelnych był radcą Rzymskiej Unii Prawników Katolickich oraz Międzynarodowej Unii Prawników Katolickich. W Trybunale Roty Rzymskiej pełnił funkcję obrońcy węzła małżeńskiego, a od września 1993 – dziekana. Wykładał w Studio Rotale przy Trybunale Roty Rzymskiej oraz na Papieskim Uniwersytecie Gregoriańskim (Wydział Prawa Kanonicznego) i w Rzymskim Athenaeum Santa Croce. Instytut Katolicki w Paryżu nadał mu w październiku 1995 tytuł doktora honoris causa.
W listopadzie 1997 został mianowany prefektem Trybunału Sygnatury Apostolskiej oraz arcybiskupem tytularnym Bisarcio; sakry biskupiej udzielił mu 6 stycznia 1998 w Watykanie Jan Paweł II. W lutym 2001 ten sam papież wyniósł Pompeddę do godności kardynalskiej, nadając mu diakonię Annunciazione della B.V.M. a Via Ardeatina. Kardynał Pompedda brał udział w sesjach Światowego Synodu Biskupów w Watykanie, a w maju 2003 reprezentował papieża na obchodach 700-lecia śmierci św. Iwona, patrona prawników, we francuskiej diecezji Tréguier. Po osiągnięciu wieku emerytalnego (75 lat) złożył rezygnację z dalszego pełnienia funkcji prefekta Trybunału Sygnatury Apostolskiej w maju 2004.
Brał udział w konklawe 2005, które wybrało papieża Benedykta XVI.